# Kim Ninh

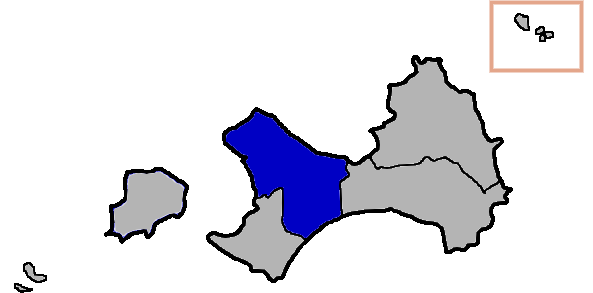
Vị trí tại Kim Môn

Kim Ninh (tiếng Trung: 金寧鄉; bính âm: Jīnníng Xiāng) là một hương của huyện đảo Kim Môn, tỉnh Phúc Kiến, Trung Hoa Dân Quốc (Đài Loan). Năm 1949, trên địa bàn hương từng diễn ra chiến dịch Cổ Ninh Đầu giữa Quốc Dân đảng và Đảng Cộng sản Trung Quốc. Kim Ninh có diện tích 29,8536 km², dân số vào tháng 8 năm 2011 là 19.519 người thuộc 6.340 hộ gia đình, mật độ cư trú đạt 653,8 người/km².